# 北岡神社
北岡神社（きたおかじんじゃ）は、熊本県熊本市西区春日1丁目に鎮座する神社である。平安時代に京都の祇園社の分霊を勧請して創建されたと伝わり、熊本市域においては藤崎八旛宮と並ぶ由緒を持つ古社である。旧社格は県社。
祇園社、祇園宮（ぎおんぐう）と称されていたが、1868年（明治元年）に神仏混交禁止を受けて北岡宮に、さらに1872年（明治4年）に現在の名称に改められた。東側200メートルほど離れた坪井川に架かる祇園橋と熊本市電の祇園橋停留場に旧社名の名残をとどめている。

## 由緒
社伝によれば、934年（承平4年）、藤原保昌が肥後守として下向したおり、京都の祇園社（八坂神社）の分霊を、国府（現熊本市西区二本木周辺）の湯ノ原(現二本木5丁目)に鎮護のため勧請したのが創祀であるという。ただし、藤原保昌は958年（天徳2年）の生まれで肥後守の任期もかなり後のことなので、そのまま史実とすることはできない。
はじめ祇園宮と称した。937年(承平7年)には車屋敷(現二本木2丁目)に遷座され、さらに979年（天元2年）に朝日山へ遷宮した。同山は祇園山と呼ばれるようになったが、明治に至り花岡山に改められた。
創建当初から「宝祚無窮、天下泰平、国家安全、悪魔降伏、西九守護」の勅願社であったが、1154年(久寿元年)に近衛天皇より「顕神院」の勅額とともに、「日本第弐 西九壹社（日本第二、西海道九カ国第一の祇園社の意）」の尊称を下賜された。
戦国時代を経て佐々成政領国の頃には衰退していたが、加藤清正により復興。のち熊本藩主細川家により1647年（正保4年）に現在の北岡の社地に遷座し、代々の藩主の厚い崇敬を受けた。
1868年（明治元年）、北岡宮と改め、さらに1872年（明治4年）に北岡神社と改称した。1873年（明治5年）、県社に列した。また、1877年（明治10年）の西南戦争の際には、薩摩軍の本営が一時境内に置かれた。

## 祭神
- 健速須盞嗚尊
- 奇稲田姫命
- 八柱御子神（天忍穂耳命、天穂日命、天津日子根命、活津日子根命、熊野久須毘命、多紀理毘売命、市杵島比売命、多岐都比売命）

## 例大祭
- 8月1日 - 3日

## 境内社
- 疫神社 - 祭神・蘇民御霊
- 京国司神社 - 祭神・藤原保昌
- 清原神社 - 祭神・清原元輔

## 御神木
- 厄除けの夫婦楠 - 樹齢約1千年の一対の楠。特に厄除開運、夫婦円満、縁結びの御利益を授かると古くより伝わっている。

## 交通
- 熊本空港、九州自動車道熊本インターチェンジより車で約40分
- 熊本城より車で約10分
- JR熊本駅より車で約2分、徒歩で約4分
- 熊本市電A系統 祇園橋電停より徒歩で約4分
- 九州産交バス・熊本電鉄バス・熊本バス・熊本都市バス 「北岡神社前」バス停より徒歩で約2分